# 白銀は招くよ!
『白銀は招くよ!』（はくぎんはまねくよ! ドイツ語：Zwölf Mädchen und ein Mann）は、1959年の西ドイツの映画。主演はトニー・ザイラー。副題は、原題でもある『ザイラーと12人の娘』。
日本では初公開時、1959年の洋画配給収入ランキングにて第10位（9848万円）を記録した。主題歌（原題「Ich bin der glücklichste Mensch auf der Welt」。邦題は同じく「白銀は招くよ」）もヒットし、多くの歌手にも歌われた。

## キャスト
| 役名       | 俳優                     | 日本語吹替 | 日本語吹替 |
| 役名       | 俳優                     | NHK版      | 東京12ch版 |
| ---------- | ------------------------ | ---------- | ---------- |
| フロリアン | トニー・ザイラー         | 山本耕一   | 広川太一郎 |
| エヴァ     | マルギット・ニュンケ     | 冨田恵子   | 来宮良子   |
| アンデル   | ギュンター・フィリップ   | 大塚周夫   | 井出涼太   |
| ローゼル   | ゲルリンデ・ロッカー     | 丹羽たかね | 松島みのり |
| 市長       | ジョー・ストッケル       | 松村彦次郎 | 和田文夫   |
| ヨゼフ     | エルンスト・バルトブルン | 武内文平   |            |

- NHK版：初回放送1966年12月18日『劇映画』[2]
- 東京12ch版：放送日1968年1月4日

## スタッフ
- 監督：ハンス・クヴェスト
- 原作：ヴォルフガング・エーベルト
- 脚本：クルト・ナッハマン、ヘルムート・アンディクス
- 撮影：ハンネス・シュタウディンゲール、ゼプ・ケッテラー
- 音楽：フランツ・グローテ